# Битва при Дессау
Битва у моста Дессау (нем. Schlacht bei Dessau) — сражение во время Тридцатилетней войны, произошедшее 25 апреля 1626 года у Дессау. Армия Католической лиги под командованием Альбрехта фон Валленштайна нанесла поражение протестантским войскам, которыми командовал Эрнст фон Мансфельд.

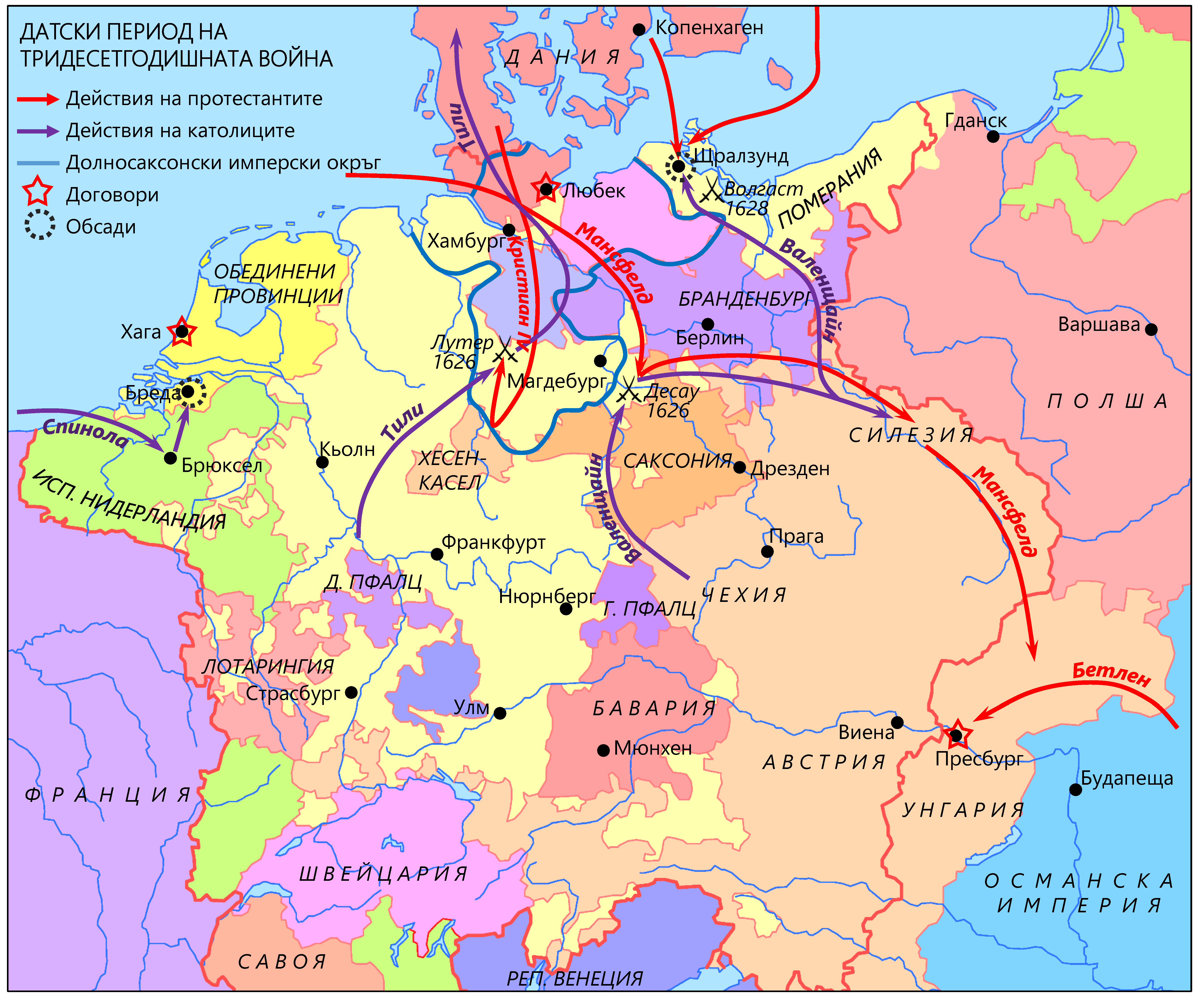
Датский период Тридцатилетней войны

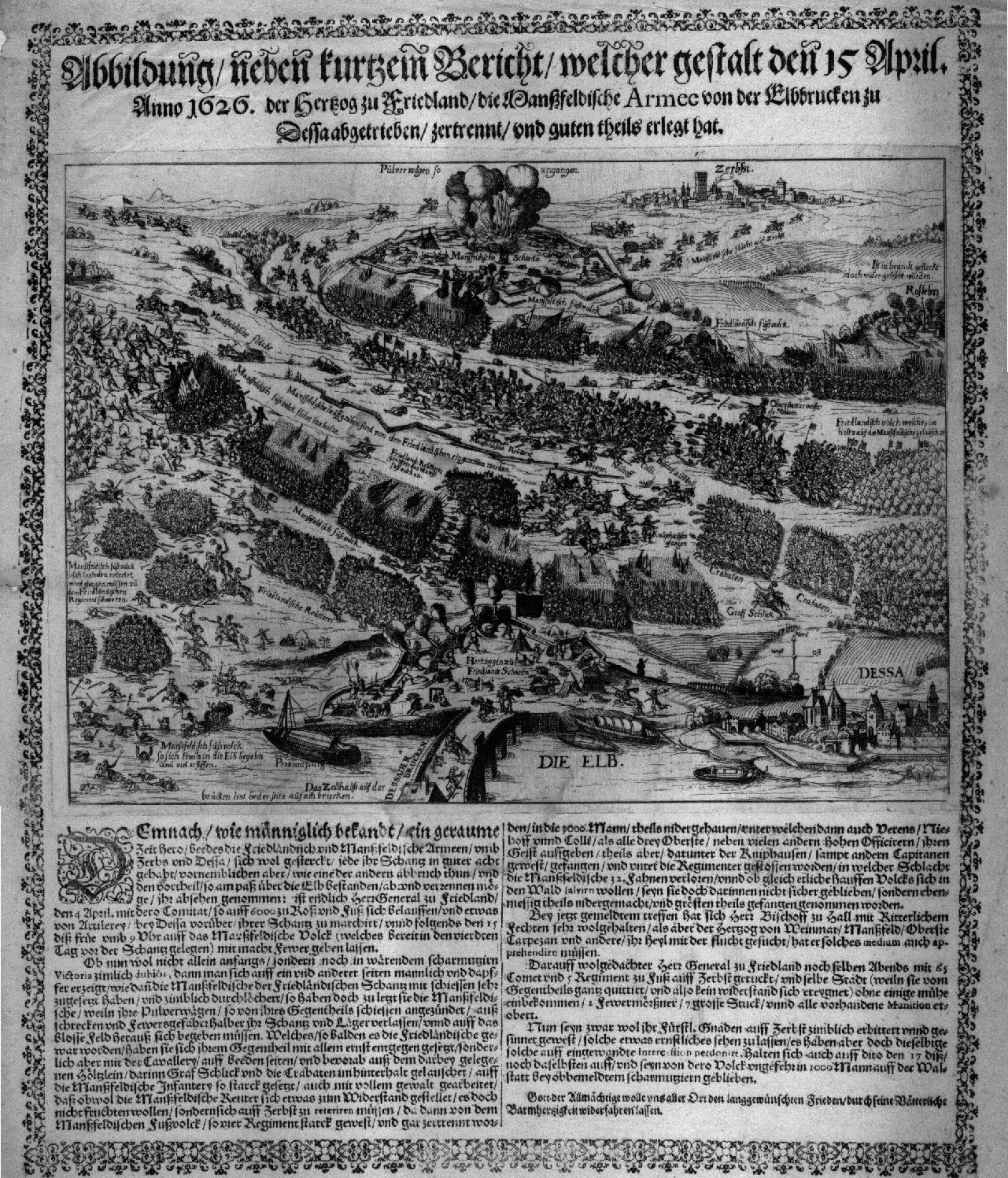
Плакат, посвящённый сражению

## Военная ситуация
Вступление в 1625 году в Тридцатилетнюю войну Датско-норвежского королевства дало надежду протестантам, терпевшим одно поражение за другим, и протестантская сторона начала строить амбициозные планы. Предполагалось, что Христиан Брауншвейгский нападёт на Тилли в Рейнланде, а Эрнст фон Мансфельд атакует Валленштайна в Магдебургском архиепископстве.

## Ход сражения
Мансфельд двинулся к Магдебургу ранней весной 1625 года с 12 тысячами солдат. 14 апреля на Эльбе, возле Дессау, он наткнулся на имперские войска под командованием Альдрингена, удерживающие мост. Альдринген располагал 86 пушками, его войска были хорошо укрыты в траншеях. Мансфельд недооценил силы противника и отдал приказ атаковать, однако атака закончилась неудачей. Силы протестантов значительно превосходили имперские войска, и Альдринген послал за помощью к Валленштайну, располагавшемуся со своей армией в Ашерслебене. С прибытием Валленштайна силы католиков возросли до 20 тысяч человек.
Решающее сражение состоялось 25 апреля. Утром Мансфельд решил атаковать защитников моста. Бой длился в общей сложности шесть часов и поэтому был необычайно продолжительным. Все атаки Мансфельда на имперские позиции были отбиты, а затем последовала контратака. Прикрываясь обстрелом левого крыла мансфельдских войск императорской артиллерией, стоявшей на западном берегу Эльбы, имперская армия под руководством Валленштейна вырвалась с плацдарма и атаковала. В ходе боя в расположении Мансфельда взорвались возы с порохом, что привело к гибели большого количества протестантских солдат. Кирасиры графа Генриха Шликка атаковали фланг Мансфельда из засады в небольшом лесу, что превратило упорядоченное отступление в дикое бегство. Потеряв треть армии, Мансфельд начал быстро отступать, по пятам преследуемый Валленштайном.

## Результаты
Валленштейн до вечера преследовал Мансфельда до Цербста, но не возобновил преследование на следующий день, вместо этого вернулся в Ашерслебен. От армии Мансфельда осталось всего около 5000 человек.
Мансфельд последний поступил на службу к трансильванскому князю Габору Бетлену. Однако Бетлен заключил мир с Империей, и разочарованный Мансфельд решил предложить свои услуги Венецианской республике. По дороге в Венецию 29 сентября Мансфельд скончался, его армия была распущена.